# Thila Plaichinger

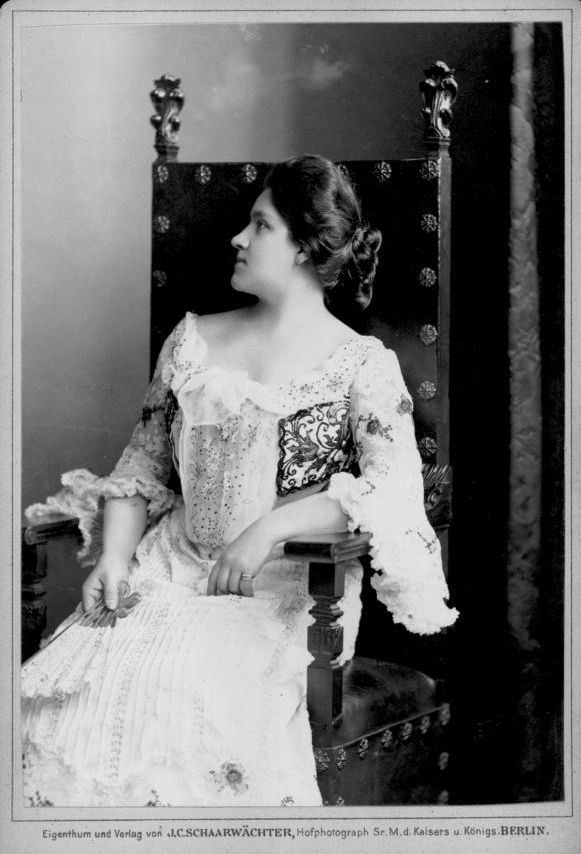
Thila Plaichinger, 1904
Foto: J. C. Schaarwächter

Mathilde Plaichinger, genannt Thila Plaichinger (14. März 1868 in Wien – 19. März 1939 ebendort) war eine österreichische Opernsängerin der Stimmlage Sopran, die als Hochdramatische eine internationale Karriere machte.
Sie war 1909/1910 die erste Elektra von Berlin, Den Haag und London.

## Leben und Werk
Plaichingers Vater war Schuldirektor und Leiter eines Kirchenchors. Sie studierte am Konservatorium der Stadt Wien vorrangig bei Josef Gänsbacher, aber auch bei Louise Dustmann-Meyer, und Emma Mampe-Babnigg. 1893 wurde sie von Bernhard Pollini an das Hamburger Opernhaus verpflichtet. Von 1894 bis 1901 war sie Ensemblemitglied des Stadttheaters von Straßburg im Fach hochdramatischer Sopran. 1895 und 1896 wurde sie als Gast an das Mannheimer Hoftheater eingeladen. 1897 wirkte sie in kleineren Rollen bei den Bayreuther Festspielen mit – als Rossweiße, 1. Norn und Blumenmädchen. 1899 gastierte sie als Aida am Stadttheater Zürich sowie als Isolde im Stadttheater zu Frankfurt a. M. Ein weiteres Gastspiel 1900 als Isolde an der Königlichen Hofoper zu Berlin war derart erfolgreich, dass sie einen Mehrjahresvertrag angeboten bekam. Sie gehörte von 1900 bis 1914 dem Ensemble der Berliner Hofoper an, errang dort namhafte Erfolge, wurde „umjubelt“ – insbesondere als Elektra in der Berliner Erstaufführung der Oper von Hofmannsthal und Strauss – und konnte zugleich in mehreren europäischen Metropolen gastieren. Sie erhielt Einladungen nach München, wo sie von 1901 bis 1911 bei den Wagner-Festen sang und von 1904 bis 1909 an der Königlichen Hofoper, nach Prag, Leipzig, Stuttgart, Karlsruhe, Bremen, Wiesbaden, Amsterdam, London, Köln, Dresden, Riga und Wien. Am Londoner Opernhaus Covent Garden verkörperte sie 1904 drei Wagner-Heroinen, Isolde, Venus und Ortrud. 1910 kehrte sie für die englische Erstaufführung der Elektra zurück und übernahm auch die Tannhäuser-Elisabeth sowie erneut die Isolde. Die Elektra sang sie auch im Dezember 1909 in Wien und 1910 in der niederländischen Erstaufführung der Oper in Den Haag. Sie war mit dem Konzertsänger Gustav Friedrich verheiratet. Ab 1910 war sie in Berlin, später in Rodaun bei Wien als Gesangspädagogin tätig.

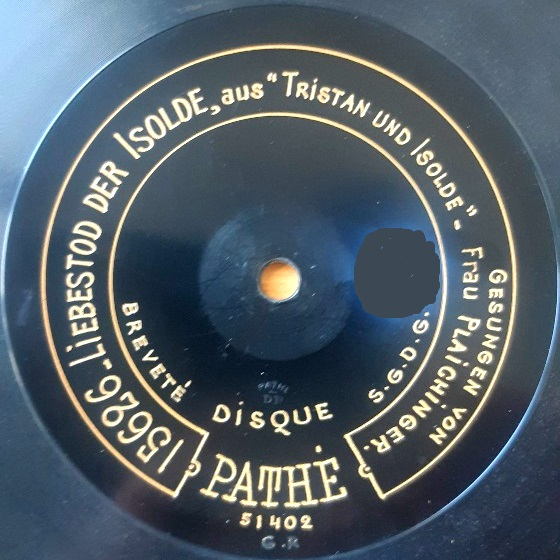
Schallplatte von Thila Plaichinger (Berlin 1910)

## Rollen (Auswahl)
| Beethoven: - Leonore in Fidelio Gluck: - Titelpartie in Armida Humperdinck: - Mutter in Hänsel und Gretel Laparra: - Pilar in La Habanera Mascagni: - Santuzza in Cavalleria rusticana Massenet: - Anita in La Navarraise Mozart: - Gräfin Almaviva in Hochzeit des Figaro - Donna Elvira im Don Giovanni - Erste Dame in der Zauberflöte |  | Richard Strauss: - Herodias in Salome - Titelpartie in Elektra Verdi: - Titelpartie in Aida Wagner: - Senta im Fliegenden Holländer - Elisabeth und Venus in Tannhäuser und der Sängerkrieg auf Wartburg - Ortrud im Lohengrin - Isolde in Tristan und Isolde - Brünnhilde in Die Walküre, Siegfried und Götterdämmerung Weber: - Eglantine in Euryanthe |

## Tondokumente
Erhalten ist nur wenig. Sehr selten finden sich Pathé-Platten aus dem Jahr 1910 mit Ausschnitten aus Tristan und Isolde und Siegfried, mit dem Tenor Jacques Urlus als Partner.
- Tannhäuser
- Lohengrin: „Du Ärmste, kannst nie ermessen“ (mit Erna Denera als Elsa)
- Tristan: „Oh sink' hernieder!“ (Duett)
- Siegfried: „Heil dir, Sonne! Heil dir, Licht!“

Sie bestritt auch die frühesten Aufnahmen der Elektra.